# Charles Darwin Foundation

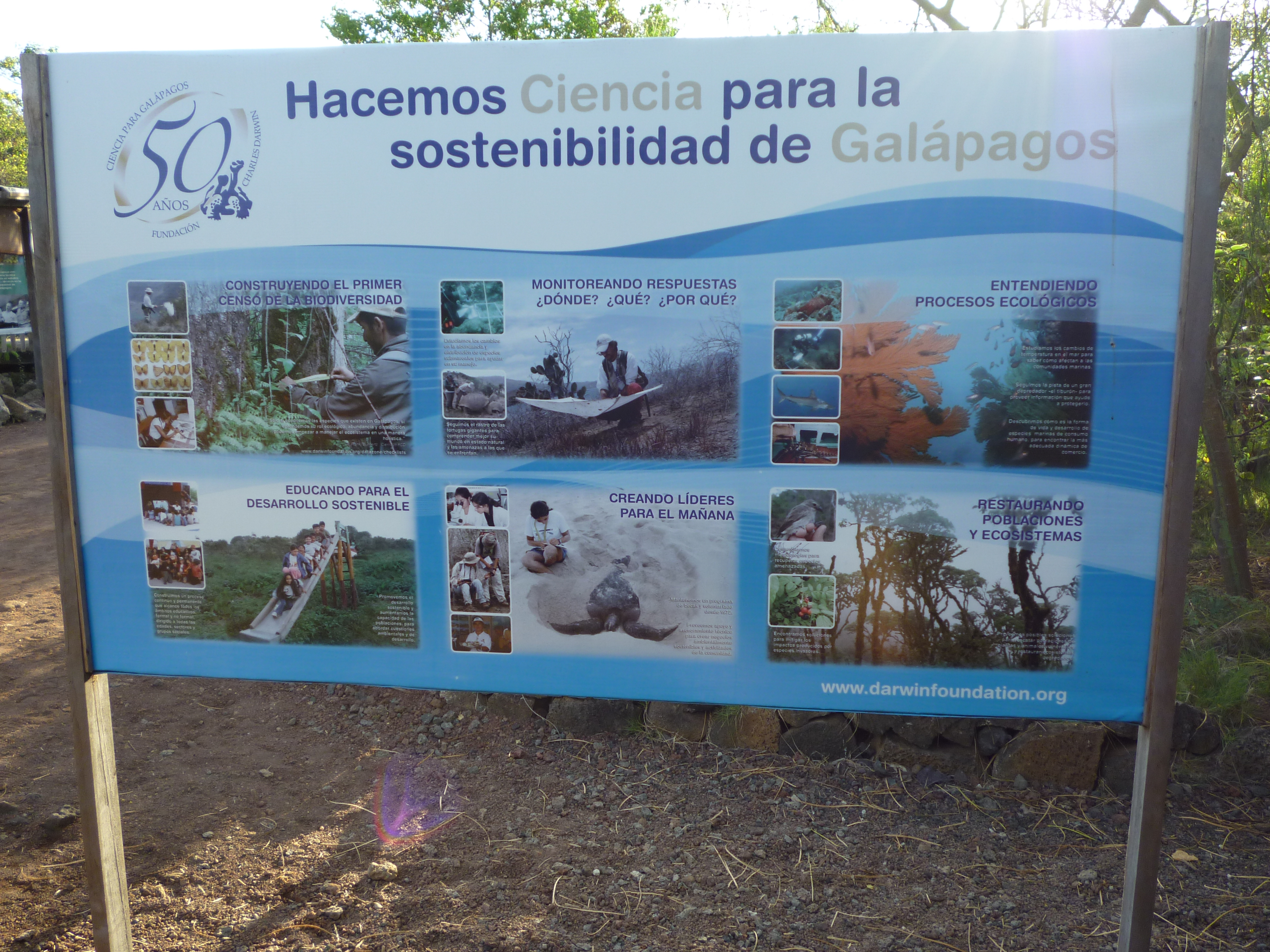
Informatiebord van de CDF bij het Charles Darwin Research Station

De Charles Darwin Foundation (CDF) is een internationale stichting die is opgericht in 1959 door UNESCO en International Union for Conservation of Nature and Natural Resources (voormalig World Conservation Union) vallend onder Belgisch recht. Dit gebeurde in hetzelfde jaar waarin de Galapagoseilanden tot nationaal park werden verklaard. 
De missie van de CDF is het leveren van kennis en ondersteuning bij de bescherming en instandhouding van het milieu en de biodiversiteit van de Galápagoseilanden door het doen van wetenschappelijk onderzoek en daarmee samenhangende acties. Dit onderzoek wordt uitgevoerd op het Charles Darwin Research Station in Puerto Ayora, op Santa Cruz, een van de Galapagoseilanden. Sinds 1964 is dit onderzoekstation onderdeel van het CDF. 